# Ганзоригийн Мандахнаран
Ганзоригийн Мандахнаран (монг. Ганзоригийн Мандахнаран, род. 11 мая 1986 года) — монгольский борец вольного стиля, чемпион Азиатских игр 2010 года, призёр чемпионатов мира и чемпионатов Азии.

## Биография
Родился в 1986 году в Зуунмоде. В 2010 году стал чемпионом Азиатских игр. В 2013 году завоевал серебряную медаль чемпионата Азии и бронзовую медаль чемпионата мира. В 2014 году вновь стал бронзовым призёром чемпионата мира. В 2015 году стал бронзовым призёром чемпионата Азии.
В 2016 году принял участие в Олимпийских играх в Рио-де-Жанейро и занял там 5-е место в категории до 65 кг. В схватке за бронзу против Ихтиёра Наврузова из Узбекистана лидировал со счётом 7-6 и начал праздновать победу на последних секундах схватки. За это арбитр из Азербайджана дал монголу штрафной балл. При равном счёте побеждал Наврузов, так как последний балл в схватке был в его пользу. Тренер монгольского борца и тренер сборной в знак протеста разделись прямо перед судьями, за что Наврузов получил ещё один балл и выиграл со счётом 8-7. Позже монгольские тренеры были дисквалифицированы на три года до августа 2019 года.
В 2018 году стал серебряным призёром чемпионата Азии.